# 摩訶般若波羅蜜経
摩訶般若波羅蜜経（まかはんにゃはらみつきょう）は、大乗仏教般若経典の一つである『二万五千頌般若経』（にまんごせんじゅはんにゃきょう、梵: Pañcaviṃśatisāhasrikā-prajñāpāramitā Sūtra, パンチャヴィンシャティサーハスリカー・プラジュニャーパーラミター・スートラ）の、鳩摩羅什による漢訳である。
90品（高麗大藏再雕本は27巻、思溪資福藏、普寧藏等は30巻）の比較的規模の大きな経であり、通常『大品般若経』（大品）と呼ばれている。
鳩摩羅什の訳した経の中には、『摩訶般若波羅蜜経』と名づけられるものがもう一つあるが、そちらは『八千頌般若経』の漢訳（408年）で、大品に対し29品（10巻）しかないので『小品般若経』（小品）と呼ばれる。
ナーガールジュナ（龍樹）が著した『大智度論』は、本経（『大品般若経』）に対する注釈書である。

## 位置付け
般若経典は初期大乗から中期大乗にわたって、小さいものは『金剛般若経』『八千頌般若経』から、大きいものは『十万頌般若経』まで多数つくられたが、その中庸の時期（2～3世紀頃）に繁簡宜しきを得てまとめられたのが『二万五千頌般若経』である。大蔵経に収録されている漢訳は、以下の4部。
- 竺法護訳『光讃経』（286年）
- 無叉羅訳『放光般若波羅蜜経』（291年）
- 鳩摩羅什訳『摩訶般若波羅蜜経』（403年、本稿の対象）
- 玄奘訳『大般若波羅蜜多経・第二会』（660～663年）

## 特徴
『二万五千頌般若経』の特徴としては、紀元前後の『八千頌般若経』で形づくられた大乗仏教の基礎となる般若思想をもった教団が、説一切有部のような力のある部派仏教教団の教説に吟味を加え、それらと対峙・超克しながら増広敷衍しながらまとめた大乗のアビダルマといった観があり、それ以前の仏教の教説の集大成となっているといってよい。
鳩摩羅什は、もう一方の大乗仏教を代表する経典である法華経とともに、この『摩訶般若波羅蜜経』ならびにこの経の解説である『大智度論』を最重要視し、中国での仏教布教に力を注いだ。

## 関連文献
- 椎尾辨匡 『國譯 摩訶般若波羅密經』（1918年 國譯大藏經 經部 2～3巻 解題・原文 國民文庫刊行会、原文は弘教藏より収録、1974年第一書房で復刊）
  - 2) ISBN 978-4-8042-0243-3、　3) ISBN 978-4-8042-0244-0
- 平井俊榮（元駒澤大学）訳注 『般若経　般若心経 金剛般若経 大品般若経（5品のみ）』（1986年 筑摩書房〈仏教経典選〉／2009年 ちくま学芸文庫）
  - ISBN 978-4-480-09247-2
- 木村高尉（元大正大学）校訂 『梵文二万五千頌般若経』（2009年 山喜房佛書林）
  - 4) ISBN 4-7963-1022-3、5) ISBN 4-7963-1023-1、6 - 8) ISBN 4-7963-1024-X